# NGC 4385
NGC 4385 је спирална галаксија у сазвежђу Девица која се налази на NGC листи објеката дубоког неба.
Деклинација објекта је + 0° 34' 21" а ректасцензија 12h 25m 42,6s. Привидна величина (магнитуда) објекта NGC 4385 износи 12,0 а фотографска магнитуда 12,9. Налази се на удаљености од 33,5000 милиона парсека од Сунца. NGC 4385 је још познат и под ознакама UGC 7515, MCG 0-32-9, MK 52, IRAS 12231+0050, CGCG 14-34, UM 499, PGC 40564.